# 迪克曼街車站 (IND第八大道線)
迪克曼街車站（英語：Dyckman Street station）是紐約地鐵IND第八大道線的一個地鐵站，位於曼哈頓北部英伍德迪克曼街及百老匯的交界，設有A線（任何時候停站）列車服務。

## 車站結構
| G  | 街道               | 出入口                                                |
| B1 | 側式月台，右側開門 | 側式月台，右側開門                                    |
| B1 | 北行               | 往英伍德-207街（總站） · 總站軌道（部分尖峰時段列車） |
| B1 | 回廠軌道           | 不營運                                                |
| B1 | 回廠軌道           | 不營運                                                |
| B1 | 南行               | 往勒弗茲林蔭路/遠洛克威/洛克威公園（190街）           |
| B1 | 側式月台，右側開門 |                                                       |
| B2 | -                  | 月台下跨道                                            |

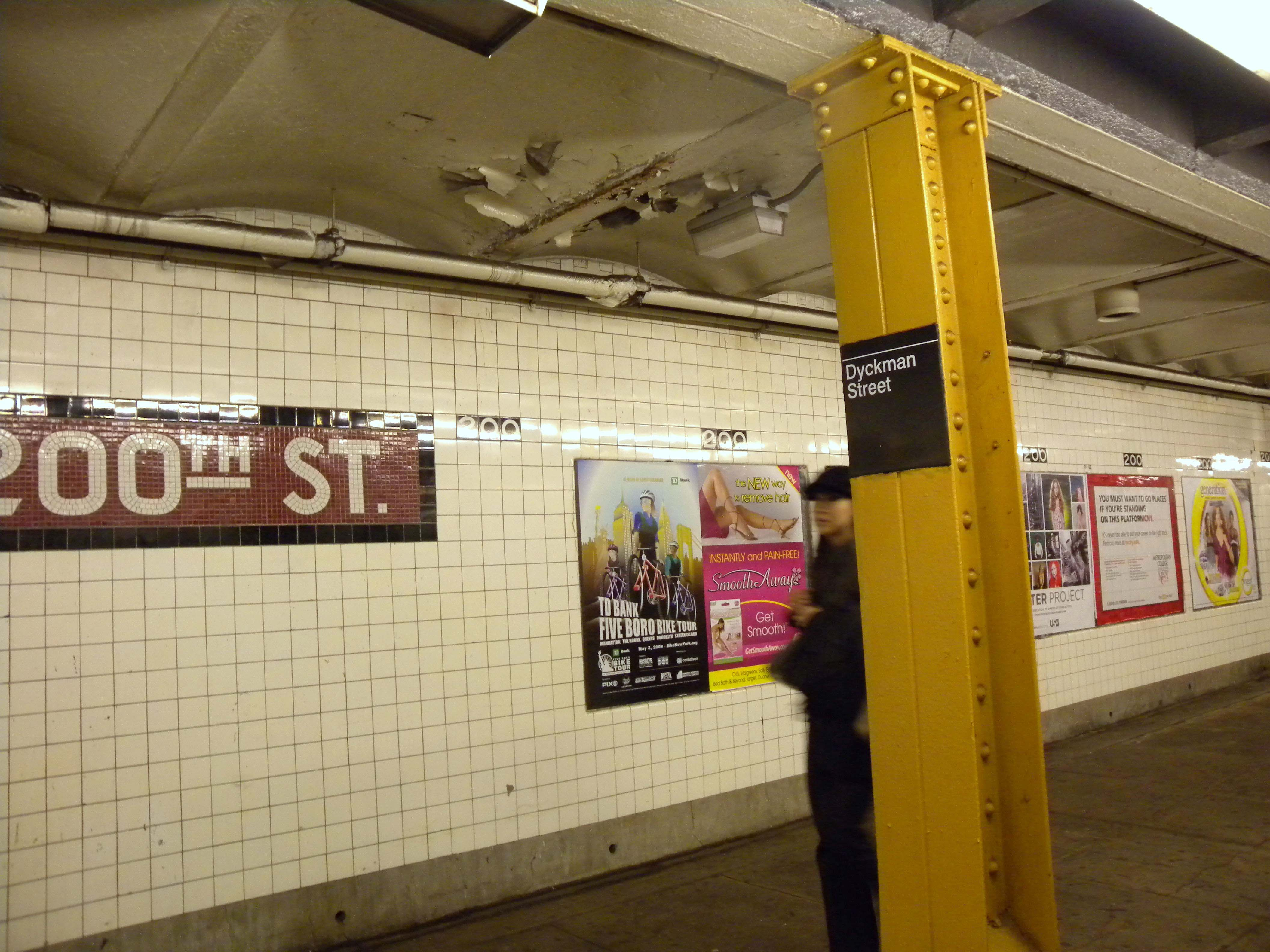
北行月台

兩個側式月台和四條軌道，與其他慢車地鐵站相近。兩條中央軌道前往207街車廠。它們與兩條外側軌道在此站以南匯合，四條軌道在車站北面還設有橫渡線和轉轍器。部分北行A線列車以此為總站停止服務，並在此站以北轉至中央軌道前往車廠。

## 外部連結
- nycsubway.org—IND 8th Avenue: Dyckman Street/200th Street
- Station Reporter — A Rockaway
- Station Reporter — A Lefferts
- The Subway Nut — Dyckman Street (A) （页面存档备份，存于）
- Storefront entrance to Dyckman Street from Google Maps Street View
- Broadway and Riverside Drive entrance from Google Maps Street View
- Platform from Google Maps Street View